# Zastava M59/66
Le Zastava M59/66 PAP, également connu sous le nom de papovka, est une version sous licence yougoslave du fusil semi-automatique soviétique SKS. Le surnom « papovka » est un dérivé de PAP, l'abréviation de poluautomatska puška, en serbe pour « fusil semi-automatique ». Elle est la plus importante version de la carabine M59.

## Histoire

### Développement
L'industrie de la défense yougoslave a commencé à planifier le développement et la production d'un nouveau modèle de fusil à chargement automatique dans les années 1950, à savoir pour remplacer le modèle à verrou Zastava M48 alors en service dans l'armée populaire yougoslave. En 1959, la Yougoslavie a acquis les droits de fabrication sous licence de la carabine semi-automatique soviétique SKS. La production limitée du SKS a commencé en 1961 à Preduzeće 44 (Usine 44), qui a succédé à l'ancien Institut technique militaire yougoslave de Kragujevac et avait subi une expansion sans précédent en 1953 pour mieux s'adapter à la production de masse de diverses armes, avec un lot de 100 exemplaires. En dehors de cette production préliminaire, cependant, aucune carabine SKS n'a été produite à nouveau dans l'usine de Kragujevac jusqu'en 1964, lorsque le type d'arme est finalement entré dans la production de masse en série jusqu'en 1967. Les premiers exemples de SKS fabriqués à Kragujevac sous les auspices de Zastava ont reçu la désignation M59 PAP et ressemblaient initialement aux carabines de modèle soviétique tardif, mais sans les canons chromés caractéristiques de ces dernières. Cependant, la conception de l'arme avait été beaucoup plus fortement modifiée en 1966 et la plupart des exemples ultérieurs étaient connus sous le nom de M59/66 PAP.

### Service
Le M59/66 est resté en service dans les forces militaires et de sécurité en Yougoslavie jusqu'à la dissolution de ce pays en 1991, bien qu'à ce moment-là, il ait été largement remplacé par le fusil d'assaut M70, un dérivé yougoslave de l'AK-47 soviétique. En raison de la disponibilité de surplus de M70 et d'autres fusils de type Kalachnikov pendant les guerres yougoslaves, le M59/66 a disparu du service actif dans les divers États successeurs de la Yougoslavie au cours des années 1990.
Pendant la guerre frontalière sud-africaine, l'Armée populaire de libération de Namibie, la branche militaire de l'Organisation du peuple du Sud-Ouest africain a reçu un nombre indéterminé de ces fusils et de grenades à fusil de 22 mm M60, également d'origine yougoslave, à titre d'aide militaire. Même dans le théâtre sud-africain, la conception de base de l'arme était considérée comme périmée lors de la dernière phase de la guerre dans les années 1980; cependant, l'APLN a conservé le M59/66 en raison de son manque d'armes équivalentes capables de lancer des grenades à fusil. Les insurgés de l'APLN ont fait un usage efficace des grenades à fusil tirées des M59/66 contre des véhicules militaires blindés légers sud-africains, tel le Casspir,. Les insurgés ont chargé leurs M59 / 66 de la variante antichar M60 ainsi que de la grenade à fusil antipersonnel M60 AP1 plus élancée,. Ils ont fréquemment tendu des embuscades aux colonnes militaires ou policières sud-africaines en tentant de mettre hors de combat le véhicule de tête avec un M60, ciblant soit le bloc moteur, soit les roues. À la fin de la guerre, chaque section de l'APLN comprenait au moins un insurgé armé d'un M59/66 et un autre d'un RPG-7. Les unités plus importantes comprenaient un nombre égal d'insurgés armés de M59/66 et de RPG, chacun portant respectivement au moins trois grenades à fusil ou cinq projectiles PG-7.

## Description

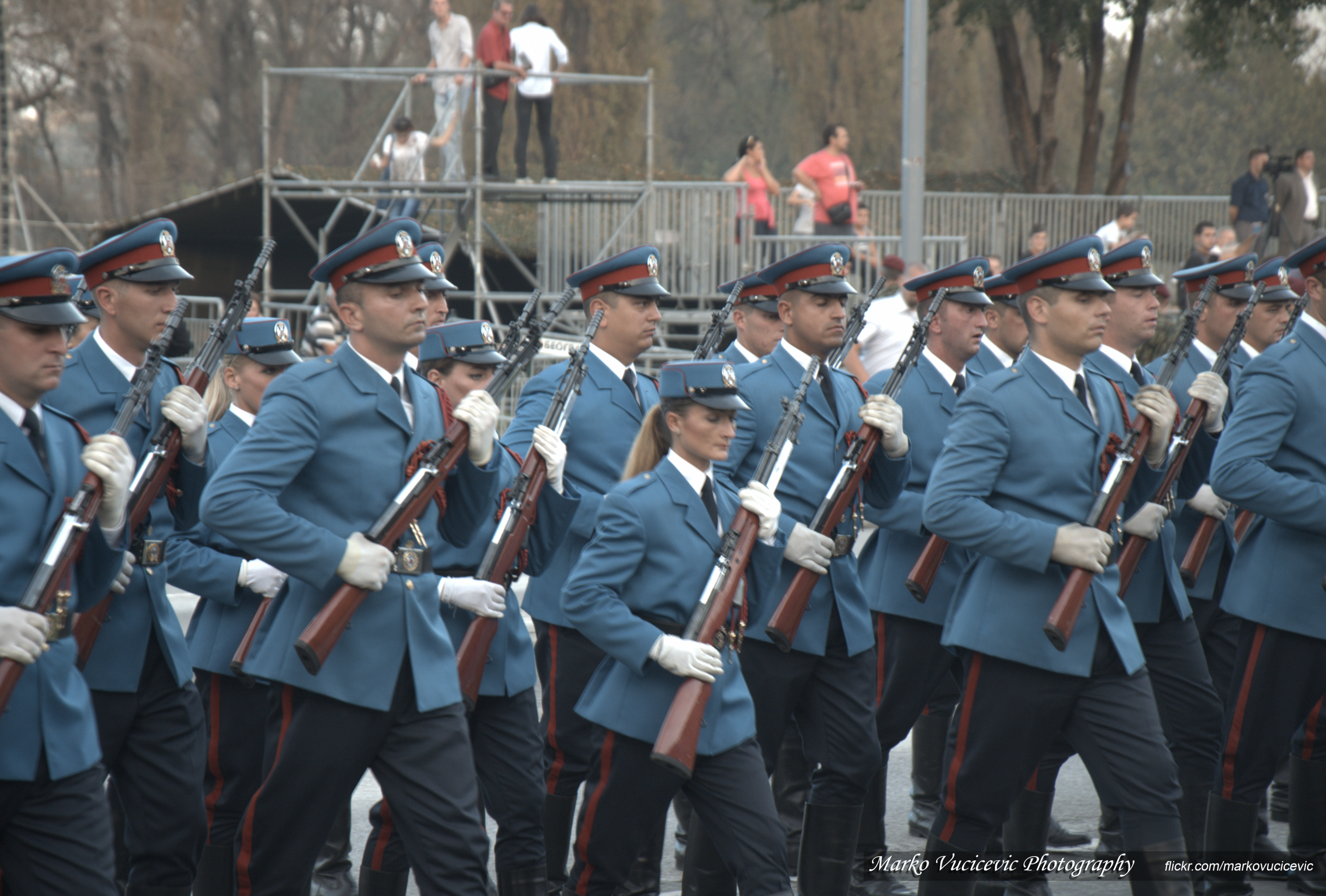
Gardes serbes armés de Zastava M59/66 lors d'un défilé à Belgrade en 2014.

Le Zastava M59/66 PAP est identique en fonction et en fonctionnement au SKS soviétique à presque tous les égards, à l'exception de sa capacité à lancer des grenades à fusil de 22 mm à partir d'un embout de lance-grenades intégré monté à l'avant du canon. Le fusil a été équipé d'un viseur à échelle pliante pour une utilisation dans le lancement de grenades. Ce viseur est normalement verrouillé en position repliée au sommet du bloc de gaz. Avant de tirer une grenade à fusil, le viseur est déverrouillé en appuyant sur un interrupteur sur le port de gaz. Cette action ferme également l'orifice de gaz dans le canon, ce qui empêche l'action semi-automatique d'être cyclée pendant le lancement d'une grenade. L'échelle de visée peut alors être relevée et verrouillée en position verticale.
Le M59/66 est équipé d'une monture à baïonnette inhabituelle qui sert également de monture pour le guidon et le viseur de lance-grenades repliable. La baïonnette à lame soviétique d'origine de série sur le SKS a dû être remplacée par une baïonnette repliable de 23 cm yougoslave unique pour s'adapter au nouveau placement de la monture.
Les versions mozambicaines ont une monture en teck fourni par cette nation[réf. nécessaire], mais la grande majorité des carabines yougoslaves ont des crosses en bois de hêtre. La qualité de fabrication est proche voire supérieure à celle du modèle provenant d'URSS.
Une variante commerciale des séries M59 et M59/66, disponible à la vente aux civils dans certaines des républiques post-yougoslaves, n'ont pas la baïonnette ni la capacité de tirer des grenades à fusil.

## Utilisateurs

### Utilisateurs actuels
- Bangladesh[8],[9]
- Bosnie-Herzégovine - utilisé par la Garde d'Honneur des Forces armées de Bosnie-Herzégovine[10]
  -  République serbe de Bosnie - utilise par l'unité d'honneur du ministère de l'Intérieur de la Republika Srpska[11]
- Croatie - utilisé par le Bataillon de Garde d'Honneur des Forces armées de la république de Croatie[12]
- Montenegro - par la Compagnie de la Garde d'Honneur des Forces armées monténégrines
- Macédoine du Nord - employé par le Bataillon de la garde de cérémonie de l'Armée de la république de Macédoine du Nord
- Serbie - employé par la Garde des Forces armées serbes[13]
- Slovénie - employé par la Garde des Forces armées slovènes[12]
- Zambie[14]

### Anciens utilisateurs
- Angola[15]
- Organisation du peuple du Sud-Ouest africain[3]
- République fédérative socialiste de Yougoslavie - employé par l'Armée populaire yougoslave; Il s'agit de fusil militaire standard du milieu des années 1960 jusqu'à son remplacement par le Zastava M70 au début des années1980[15]